# Aurelian Ionescu
Aurelian Ionescu (n. 17 octombrie 1977

) este un deputat român, ales în 2012 din partea Partidului Alianța Liberalilor și Democraților.